# Une famille encombrante
Une famille encombrante (All You Need) est un film dramatique américain réalisé par Randy Ser en 2001.

## Synopsis
Beth a bien des soucis avec sa famille. Sa mère est alcoolique ; son père est très distant et l'un de ses beaux-frères ne cesse de la courtiser.
La jeune femme est si préoccupée par cette situation qu'elle ne remarque pas que son propre mariage est en train de battre de l'aile…

## Fiche technique
- Titre original : All You Need
- Titre français : Une famille encombrante
- Réalisation : Randy Ser
- Scénario :
- Pays d'origine :  États-Unis
- Langue originale : anglais
- Format : couleur - 2,35 : 1
- Genre : dramatique
- Dates de sortie : inconnues

## Distribution
- Kellie Martin (VF : Marie-Laure Dougnac) : Beth
- Janet Carroll (VF : Marion Game) : sa mère, Jane
- Robert Pine (VF : Denis Boileau) : son père, Earl
- Kayren Butler (VF : Danièle Douet) : Fran
- Amy Raymond : Missy
- Matt Champagne (VF : Adrien Antoine) : Andy Russell
- Gloria LeRoy : Nana
- Sean Patrick Murphy (VF : Franck Capillery) : Chuck
- Christopher Shea (VF : Vincent Ropion) : Roger